# Селезнёва, Ольга Николаевна
Ольга Николаевна Селезнёва (род. 7 июня 1975 года, Костанай, Казахская ССР) — казахстанская лыжница и биатлонистка, участница зимних Олимпийских игр 1998 года, чемпионка Азиатских игр в эстафете.

## Спортивная карьера
В 1996 году на Азиатских играх в Харбине Ольга Селезнёва завоевала серебро в лыжных гонках в составе эстафетной команды. Селезнёва попала в состав эстафеты, заменив другую лыжницу, которая не смогла участвовать. Эта медаль была первой крупной наградой как для Ольги, так и для Казахстана в целом.
В 1997 году выступила на чемпионате мира в Тронхейме, финишировав 57-й в гонке на 5 км, 55-й в преследовании на 10 км и 48-й в гонке на 30 км классическим стилем. После чемпионата мира дебютировала на Кубке мира в шведском Фалуне, заняв 74 место в гонке на 5 км свободным стилем. На этапе в Осло занимает 57-е место в гонке на 30 км свободным стилем, этот результат лучший в карьере Ольги на Кубке мира.
На Олимпийских играх 1998 года в Нагано лучший результат Селезнёва показывает в гонке на 30 км свободным стилем, занимая 52 место. В эстафете команда Казахстана заняла 12 место.
На Азиатских играх 1999 года в Канвондо становится золотой медалисткой в эстафете 4 х 5 км вместе с Светланой Дешевых, Еленой Коломиной и Светланой Шишкиной.
В 2001 году на соревнованиях по лыжным гонкам в Кировске взяла бронзу в гонке на 5 км свободным стилем.
В сезоне 2004/2005 Селезнёва выступала в биатлоне. На международном уровне дебютировала в феврале 2005 года на чемпионате Европы в Новосибирске, в индивидуальной гонке показала 15-й результат, в спринте — 18-й, в гонке преследования финишировала 20-й. На чемпионате мира в Хохфильцене в индивидуальной гонке занимает 76 место, в спринте — 83-е, а в эстафете — 19 место.
Сейчас Ольга Селезнёва старший тренер по лыжным гонкам в Астане.

## Результаты

### Лыжные гонки
Олимпийские игры
| Год  | Место проведения | 15 км | 5 км | 10 км преследование | 30 км | Эстафета |
| ---- | ---------------- | ----- | ---- | ------------------- | ----- | -------- |
| 1998 | Нагано           | —     | 66   | 63                  | 52    | 12       |

Чемпионат мира
| Год  | Место проведения | 15 км | 5 км | 10 км преследование | 30 км | Эстафета |
| ---- | ---------------- | ----- | ---- | ------------------- | ----- | -------- |
| 1997 | Тронхейм         | —     | 57   | 55                  | 48    | —        |

### Биатлон
Чемпионат мира
| Год  | Место проведения | Спринт | Гонка преследования | Индивидуальная гонка | Масс-старт | Эстафета |
| ---- | ---------------- | ------ | ------------------- | -------------------- | ---------- | -------- |
| 2005 | Хохфильцен       | 83     | —                   | 76                   | —          | 19       |

Чемпионат Европы
| Год  | Место проведения | Спринт | Гонка преследования | Индивидуальная гонка | Эстафета |
| ---- | ---------------- | ------ | ------------------- | -------------------- | -------- |
| 2005 | Новосибирск      | 18     | 20                  | 15                   | —        |